# Paul Bandey
Paul Bandey est un acteur britannique né à Londres.

## Filmographie

### Cinéma
- 1990 : Dragon Ball Z : Le Robot des glaces : Big Green et Dr Kochin
- 1990 : Dragon Ball Z : Le Combat fratricide : Big Green, Keish et Amond
- 1991 : Dragon Ball Z : La Menace de Namek : Big Green, Angira, Zeeun, Doradobo et Keish
- 1991 : Dragon Ball Z : La Revanche de Cooler : Big Green et Neizu
- 1992 : Dragon Ball Z : Cent mille guerriers de métal : Big Green et Dende
- 1992 : Dragon Ball Z : L'Offensive des cyborgs : Big Green et C-15
- 1993 : Les Visiteurs : Henri Ier Beauclerc, roi du Royaume-Uni
- 1993 : Dragon Ball Z : Broly le super guerrier : Big Green, le père de Bloomer et Paragus
- 1993 : Dragon Ball Z : Les Mercenaires de l'espace : Big Green, M. Satan et Doskoi
- 1994 : Jeanne la Pucelle 2 : Un garde anglais
- 1998 : Cousine Bette : le prêtre
- 1998 : Hanuman : le commissaire-priseur
- 1999 : Le Double de ma moitié : M. Earthquake
- 1999 : Chili con carne : Peter
- 2000 : Vatel : le Comte de Mirail
- 2003 : Janis et John : (voix)
- 2004 : Immortel, ad vitam : Dayaks
- 2007 : Persepolis : Brit et des clients
- 2007 : Hitman : Directeur MC Ray
- 2008 : Cash : l'homme curiste
- 2009 : La Femme invisible, d'après une histoire vraie : John Wilson
- 2009 : Kérity, la maison des contes : (voix)
- 2009 : Arthur et la Vengeance de Maltazard : Miro et le chef des licornes
- 2010 : L'Illusionniste : voix additionnelles
- 2010 : Vénus noire : le procureur général
- 2010 : Paris Connections : Martin
- 2011 : Une pure affaire : Homme en réunion
- 2011 : Un monstre à Paris : le narrateur, le journaliste et le policier
- 2011 : Le Skylab : Richard (dans le train)
- 2012 : Yek rooz digar : Huston
- 2013 : White Lie : Westfield
- 2013 : Malavita : District Attorney
- 2013 : Loulou, l'incroyable secret : Winston
- 2014 : Le Règne de la beauté : Lord Glencoe
- 2014 : Magic in the Moonlight : le reporter
- 2014 : Horsehead : Winston
- 2015 : Les Châteaux de sable : Bill
- 2020 : Eight for Silver : Dr. Marchall
- 2021 : Le Dernier Duel (The Last Duel) de Ridley Scott : un prêtre

### Télévision
- 1990 : Dragon Ball Z : Le Père de Songoku : Nappa, Toolo et voix additionnelles
- 1993 : Dragon Ball Z : L'Histoire de Trunks : voix additionnelles
- 1993 : For Better and for Worse : le deuxième reporter
- 1997 : Midnight Man : l'interviewer
- 1997 : Highlander : Swinson (1 épisode)
- 1997 : La Puce à l'oreille : Rubby
- 2002 : Corto Maltese : Le etiopiche : Corto Maltese
- 2002 : Corto Maltese : Les Celtiques : Corto Maltese
- 2002 : Corto Maltese : Teste e funghi : Corto Maltese
- 2003 : Aventure et Associés : Stavros (1 épisode)
- 2003 : Martin Matin : (4 épisodes)
- 2003 : L'Affaire Dominici : M. Morris
- 2004 : Alice Nevers : le juge est une femme : Barry (1 épisode)
- 2005 : Bien dégagé derrière les oreilles : Peter James
- 2005 : Faites comme chez vous ! : Michel Simonnet (1 épisode)
- 2005 : Code Lyoko : Franz Hopper (3 épisodes)
- 2005 : Tenerife : Bragg
- 2006 : Le Rainbow Warrior : le superintendant Galbraith
- 2006 : Mayday : Alerte maximum : copilote Robert Bragg (1 épisode)
- 2006 : Aux origines de l'humanité : copilote Robert Bragg (1 épisode)
- 2007 : Les Zygs, le secret des disparus : Gordon Swell
- 2007 : Les Prédateurs : l'ambassadeur des États-Unis
- 2007 : Samantha Oups ! : Bill Smith (ép. Management à l'américaine)
- 2008 : Paris, enquêtes criminelles : Monsieur Russell (1 épisode)
- 2009 : Paris 1919 : Un traité pour la paix : John Maynard Keynes
- 2010 : Ce jour-là, tout a changé : le directeur des infos de la BBC (1 épisode)
- 2014 : 14 - Des armes et des mots : (2 épisodes)
- 2015 : Nicolas Le Floch : Lord James Harris (1 épisode)
- 2015 : Stavisky, l'escroc du siècle : Lord McGill
- 2016 : De Nuremberg à Tokyo : Narrateur
- 2018 : Il était une seconde fois de Guillaume Nicloux : le médecin UK
- 2022 : Marie-Antoinette de Pete Travis et Geoffrey Enthoven : Comte de Maurepas

### Jeu vidéo
- 1997 : Atlantis: The Lost Tales
- 1997 : Dark Earth
- 1999 : Omikron - The Nomad Soul
- 1999 : Faust
- 2001 : Dragonriders: Chronicles of Pern
- 2001 : Atlantis 3
- 2001 : Cameron Files: Pharaoh's Curse
- 2001 : L'Ombre de Zorro : Augusto, Fray Felipe, Coroto, Juan Felipe, Yan Na
- 2001 : The Cameron Files: The Secret of Loch Ness
- 2002 : Hitchcock: The Final Cut
- 2002 : Curse of Atlantis: Thorgal's Quest
- 2002 : Iron Storm
- 2004 : Jack the Ripper
- 2004 : Astérix et Obélix XXL : Obélix
- 2005 : Fahrenheit
- 2005 : Astérix et Obélix XXL 2 : Mission Las Vegum : Obélix
- 2006 : Paradise
- 2006 : Heroes of Might and Magic V
- 2006 : Dark Messiah of Might and Magic
- 2007 : Astérix aux Jeux olympiques : Obélix
- 2008 : Dracula 3 : La Voie du dragon
- 2009 : Empire: Total War
- 2010 : Heavy Rain : Capitaine Perry et le vendeur de tickets du carrousel
- 2010 : Napoleon: Total War
- 2010 : Red Steel 2
- 2013 : Beyond: Two Souls : un passager
- 2016 : Californium : la télé
- 2016 : IFSCL